# Salima Ikram
Salima Ikram (Lahore, 1965) es una profesora pakistaní de egiptología de la Universidad Estadounidense en El Cairo. La profesora Ikram participa en muchos proyectos arqueológicos egipcios, es autora de varios libros sobre el tema, coopera en varias revistas y frecuentemente participa en espectáculos televisivos en que habla sobre arqueología egipcia.

## Biografía
Ikram nació en Lahore, Pakistán en 1965. En una visita a Egipto a la edad de nueve años, quedó fascinada con el país, su historia y sus monumentos. Estudió arqueología y egiptología en el Colegio Bryn Mawr en Pennsilvania, Estados Unidos. Obtuvo un Bachillerato en Arqueología Clásica y del Cercano Oriente e Historia. Continuó sus estudios en la Universidad de Cambridge donde obtuvo una Maestría en Filosofía y un Doctorado en Filosofía en egiptología y estudio de museos. También se entrenó en análisis de fauna.

## Trabajo
Salima Ikram vive en El Cairo y enseña egiptología y arqueología en la Universidad Estadounidense en El Cairo. Es corresponsal para KMT, un popular diario egiptológico y frecuente contribuidora para Egipt Today. Es codirectora del Proyecto Momia animal del Museo Egipcio. Desde 2001, Ikram ha dirigido, junto a Corinna Rossi el North Kharga Oasis Survey.
Ikram fue supervisora y arqueóloga en el Proyecto del Templo de Akhenatón, en Buto en el delta del Nilo y en Guiza. Ha trabajado como arqueóloga y analista de fauna en Dashur, Gebel el-Haridi, Sakkara y en otros países fuera de Egipto. Como analista de fauna ha sido responsable de identificar miles de huesos de animales en los yacimientos arqueológicos.
En 2006 se unió al Proyecto Djehuty, el proyecto arqueológico que excaba en la orilla occidental de Luxor la tumba de Djehuty un alto funcionario durante el reinado de Hatshepsut, en el proyecto también están especializados en otras tumbas de la zona y se encuentran diferentes artefactos que usaron Egipcios de diferentes dinastías y periodos, Ikram trabaja allí con muchos expertos como los arqueólogos José Manuel Galán, José Miguel Serrano y Laura Huertas López.
En 2018, Ikram participó en Tenerife (España), en el congreso internacional "Athanatos. Inmortal. Muerte e inmortalidad en las poblaciones del pasado". Durante este congreso se realizó una exposición de momias de diferentes partes del mundo, entre ellas las momias guanches de los antiguos habitantes de la isla de Tenerife, con una técnica similar a las momias egipcias.

## Trabajos publicados
- con Émile Prisse d'Avennes. Art égyptien (Emile Prisse d'Avennes: Egyptian Art) New York, Taschen, 2014, 424 p. ISBN 9783836516471

- Les momies dans le monde : une encyclopédie des momies dans l'histoire, la religion et la culture populaire (con Matthew Cardin, Anna-Maria Begerock, Aidan Dodson, Michael E. Habicht), Santa Barbara, ABC Clio, 2014, 470 p. ISBN 1610694198

- Égypte ancienne : une introduction. Cambridge, Presses Universitaires de Cambridge, 2009, 356 p. ISBN 978-0521675987

- Chapters in Nicholson & Shaw, Ancient Egyptian Materials and Technology (Cambridge: CUP)

- Choice Cuts: Meat Production in Ancient Egypt (Leuven: Peeters, 1995)

- The Tomb in Ancient Egypt (London & New York: Thames & Hudson/Kairo: AUC Press, 2008) (con Aidan Dodson)

- Divine Creatures: Animal Mummies In Ancient Egypt (Universidad Americana en El Cairo Press, 2005)

- Death and Burial in Ancient Egypt (Longman, 2003)

- Encyclopedia of Ancient Egypt (Nueva York: OUP)

- Mummy in Ancient Egypt: Equipping the Dead for Eternity (Nueva York: Thames & Hudson/El Cairo: AUC Press, 1998) (con Aidan Dodson)

- Non Human Mummies Catalog (American University in Cairo Press, 2003)

- Pyramids (El Cairo: Zeitouna)

- Royal Mummies in the Egyptian Museum (El Cairo: Zeitouna/American University in Cairo Press, 1997) (con Aidan Dodson)

## Trabajos para jóvenes lectores
- Egyptology (Amideast, 1997)
- In Ancient Egypt: Gods and Temples (Los Altos, CA: Hoopoe Books Ltd., 1998)
- In Ancient Egypt: Mummies and Tombs (Los Altos, CA: Hoopoe Books Ltd., 1998)
- Pharaohs (Amideast, 1997)
- Land and People (Amideast, 1997)